# Преговори на България с Антантата и Централните сили
Преговорите на България с Антантата и Централните сили са опити на двата военни блока да привлекат Царство България на своя страна през Първата световна война. Наричани още Българското лято на 1915 година.
След избухването на войната страната е в тежко положение. Току-що е преживяла национална катастрофа. През август 1914 година, близо месец след избухването на войната, правителството на Радославов обявява, че България ще пази неутралитет. При това политическите сили в България са разделени на три лагера: прогермански, просъглашенски и антивоенен. В първия влиза управляващата коалиция на либералите, но правителството на Васил Радославов изчаква удобен момент и по-изгодни условия, за да се намеси във войната. Просъглашенският лагер препоръчва или неутралитет, или съюз с Антантата. Политиците от опозицията (Народна партия, Прогресивнолиберална партия, БЗНС и БРСДП (т.с.), широките социалисти) в началото са на антивоенни позиции, но към пролетта на 1915 г. единствено БРСДП (т.с.) продължава да се обявява за твърд неутралитет, а останалите на практика се присъединяват към привържениците на Антантата. И двата лагера, които са за участие във войната, възприемат неутралитета като временно явление и са готови да отстъпят от него, ако има достатъчно подбуди. Въпреки това те не са войнствено настроени и са съгласни и на неутралитет, стига той да донесе изгоди.
България привлича погледите и на Антантата, и на Централните сили, със стратегическото си положение на Балканите и защото има силна армия. Ако тя се включи на страната на Централните сили, Сърбия ще бъде окончателно разгромена. Това може да повлияе на невключилите се все още Гърция и Румъния. Така ще се осъществи връзка по суша с Османската империя. Ако България застане на страната на Антантата, тя ще прекъсне връзката на Германия и Австро-Унгария с Османската империя, ще има възможност да овладее проливите и така ще се осигури връзката с Русия по море. Така австро-германският блок ще може да бъде разгромен по-лесно. Ето защо Антантата силно иска да привлече България на своя страна. През пролетта на 1915 след началото на Галиполската операция членът на английския кабинет и министър на финансите Лойд Джордж се среща на два пъти с Панчо Хаджимишев, български пълномощен министър в Лондон. Той обещава на България присъединяване на част от Южна Добруджа, Източна Тракия до линията Мидия-Енос и безспорната зона в Македония и твърди, че с подобни възгледи в английското правителство са Аскуит и Чърчил. В същото време външният министър Едуард Грей е доста по-въздържан и официална нота от името на Антантата е връчена на българското правителство едва на 29 май 1915 г. Предложенията в нея за териториални придобивки след евентуална победа обаче са оценени като недостатъчни, несигурни и дошли в лош момент. Те не са съгласувани нито с Гърция, нито със Сърбия, които остро протестират, а българското правителство отлага отговора на нотата и моли за разяснения. На 14 септември 1915 Антантата връчва повторно предложение, но то почти не се отличава от първото, но вече е много късно. На 9 септември правителството и цар Фердинанд са обявили мобилизация и макар че в манифеста се казва, че тя не е насочена към никой от съседите на България, всички се досещат, че българската армия се отправя на запад.
Водят се преговори и с Централните сили. Те обещават цяла сръбска Македония и евентуално Добруджа и Егейска Македония. Освен това германците са отпуснали през 1914 г. голям военен заем от 500 милиона марки, който оказва значително влияние върху ориентацията на България на страната на Германия..
В крайна сметка през септември 1915 България сключва Българо-германски договор (1915), Тайна българо-германска спогодба, Военна конвенция между Германия, Австро-Унгария и България и Българо-турска конвенция (1915), което фактически присъединява България към Централните сили.
- Телеграма на Димитриевич от София до МВнР в Ниш с информация от Ноел Бъкстон, че България няма да окупира със сила Македония, 10 ноември 1914 г.
- Телеграма от сръбския посланик в Атина Живоин Балугджич до МвНР в Ниш за предложението на руското правителство, изпратено до френското и британското, да искат от Гърция в полза на България пояса от Дойран по линията между Воден и Негуш до Костур, Атина, 15 август 1914 г.
- Телеграма от Йован Йованович, в която информира за отговора на Пашич до пратениците на Тройния съюз, че Сърбия не може да отстъпи Македония според договора од 1912 година на България, тъй като Македония не е взета от България, а от Турция, Ниш, 27 май 1915 г.
- Телеграма от Лондон на Бошкович до МВнР на Сърбия, информираща за желанието на Антантата да се остави на България Македония до Вардар, за да бъде привлечена на съглашенска страна, 5 август 1915 г.
- Дипломатическа нота от Гърция до Сърбия, с която се отхвърлят българските претенции за Драма и Кавала и се моли за подкрепа
- Доклад на сръбското посолство в София за декларацията на английския, руския, френския и италианския посланик от 16 май, с която на България се отстъпва само Кавала, докато тя иска и Сяр и Драма, 10 юни 1915 г.
- Писмо от Венизелос до Пашич, с което го моли да преразгледа проекта за отстъпки на България, за да не се нарушава баланса на Балканите, 19 август 1915 г.